# David Swann
David Swann (né le 19 juin 1949) est un médecin et un homme politique albertain (canadien), il a été le chef du Parti libéral de l'Alberta du 13 décembre 2008 au 10 septembre 2011 et il fut remplacé par Raj Sherman. 
De 2004 à 2019, il est le député de Calgary-Mountain View à l'Assemblée législative.

## Carrière politique
Swann est élu à l'Assemblée législative pour la première fois lors de l'élection générale de 2004. Le Parti libéral a en effet perdu sept sièges à l'Assemblée législative à l'issue des élections générales du 3 mars 2008. Il n'en compte plus que 9, contre 72 pour les conservateurs d'Ed Stelmach. Le NPD albertain détient les deux sièges restants.

### Chef du parti
Swann succède à Kevin Taft et devient le nouveau chef du Parti libéral de l'Alberta le 13 décembre 2008.
Swann croit que cela inciterait les Albertains à voter en plus grand nombre que lors du scrutin de 2008, où seulement 41 % des gens se sont rendus aux urnes.
Les libéraux proposent aussi d'accorder un crédit d'impôt de 50 $ à ceux qui voteront lors des prochaines élections provinciales albertaines de 2012.

## Résultats électoraux
| Élection générale albertaine de 2012 : Calgary-Mountain View | Élection générale albertaine de 2012 : Calgary-Mountain View | Élection générale albertaine de 2012 : Calgary-Mountain View | Élection générale albertaine de 2012 : Calgary-Mountain View | Élection générale albertaine de 2012 : Calgary-Mountain View | Élection générale albertaine de 2012 : Calgary-Mountain View |
| Candidat                                                     | Candidat                                                     | Parti                                                        | # de voix                                                    | % de voix                                                    | ∆ %                                                          |
| ------------------------------------------------------------ | ------------------------------------------------------------ | ------------------------------------------------------------ | ------------------------------------------------------------ | ------------------------------------------------------------ | ------------------------------------------------------------ |
|                                                              | David Swann                                                  | Libéral                                                      | 6 849                                                        | 41,09 %                                                      | –10,42 %                                                     |
|                                                              | Cecilia Low                                                  | Progressiste-conservateur                                    | 5 293                                                        | 30,38 %                                                      | –0,53 %                                                      |
|                                                              | Shane McAllister                                             | Parti Wildrose                                               | 3 942                                                        | 22,22 %                                                      | +15,74 %                                                     |
|                                                              | Christopher Mcmillan                                         | NPD                                                          | 863                                                          | 5,02 %                                                       | +0,21 %                                                      |
|                                                              | Inshan Mohammed                                              | Parti de l'Alberta                                           | 255                                                          | 1,28 %                                                       |                                                              |
| Total                                                        | Total                                                        | Total                                                        | 17 202                                                       | 100,00 %                                                     |                                                              |

| Élection générale albertaine de 2015 : Calgary-Mountain View | Élection générale albertaine de 2015 : Calgary-Mountain View | Élection générale albertaine de 2015 : Calgary-Mountain View | Élection générale albertaine de 2015 : Calgary-Mountain View | Élection générale albertaine de 2015 : Calgary-Mountain View | Élection générale albertaine de 2015 : Calgary-Mountain View |
| Candidat                                                     | Candidat                                                     | Parti                                                        | # de voix                                                    | % de voix                                                    | ∆ %                                                          |
| ------------------------------------------------------------ | ------------------------------------------------------------ | ------------------------------------------------------------ | ------------------------------------------------------------ | ------------------------------------------------------------ | ------------------------------------------------------------ |
|                                                              | David Swann                                                  | Libéral                                                      | 7 177                                                        | 36,58 %                                                      | –4,51 %                                                      |
|                                                              | Mark Chinkida                                                | NPD                                                          | 5 674                                                        | 28,94 %                                                      | +23,90 %                                                     |
|                                                              | Mark Hlady                                                   | Progressiste-conservateur                                    | 4 698                                                        | 23,94 %                                                      | –6,44 %                                                      |
|                                                              | Terry Wong                                                   | Parti Wildrose                                               | 2 073                                                        | 10,56 %                                                      | –11,66 %                                                     |
| Total                                                        | Total                                                        | Total                                                        | 19 622                                                       | 100,00 %                                                     |                                                              |